# Międzynarodowa Komisja Nomenklatury Zoologicznej
Międzynarodowa Komisja Nomenklatury Zoologicznej (ang. International Commission on Zoological Nomenclature) – organizacja zoologiczna zarządzająca nomenklaturą zoologiczną w celu zapewnienia jej uniwersalności i stabilności. Powstała w 1895 roku, podczas III Międzynarodowego Kongresu Zoologicznego w Lejdzie.
Komisja jest zarządzana na podstawie zapisów Konstytucji. Główną działalnością Komisji jest publikowanie Międzynarodowego Kodeksu Nomenklatury Zoologicznej, w którym zapisane są zasady rządzące nomenklaturą zoologiczną. Na mocy rezolucji z IX Międzynarodowego Kongresu Zoologicznego z 1913 roku Komisja posiada moc plenarną, dzięki której może zawiesić obowiązywanie danego zapisu Kodeksu, jeśli jego ścisłe przestrzeganie może powodować zamieszanie. Komisja rozpatruje również inne sprawy dotyczące nomenklatury zoologicznej, takie jak przyznanie młodszej nazwie pierwszeństwa przed starszą nazwą, uprawomocnienie zmiany typu nomenklatorycznego itp. – wnioski, opinie i ostateczna decyzja Komisji są publikowane w kwartalniku „Bulletin of Zoological Nomenclature”.
Obecnie w Komisji zasiada 28 zoologów z 19 krajów. Sekretariat Komisji ma siedzibę w Muzeum Historii Naturalnej w Londynie.